# Roccabernarda
Roccabernarda est une commune italienne de la province de Crotone dans la région Calabre en Italie.

## Administration
| Période                                  | Période | Identité | Étiquette | Qualité |
| ---------------------------------------- | ------- | -------- | --------- | ------- |
|                                          |         |          |           |         |
| Les données manquantes sont à compléter. |         |          |           |         |

### Communes limitrophes
Caccuri, Cotronei, Cutro, Mesoraca, Petilia Policastro, San Mauro Marchesato, Santa Severina